# 古腾堡圣经

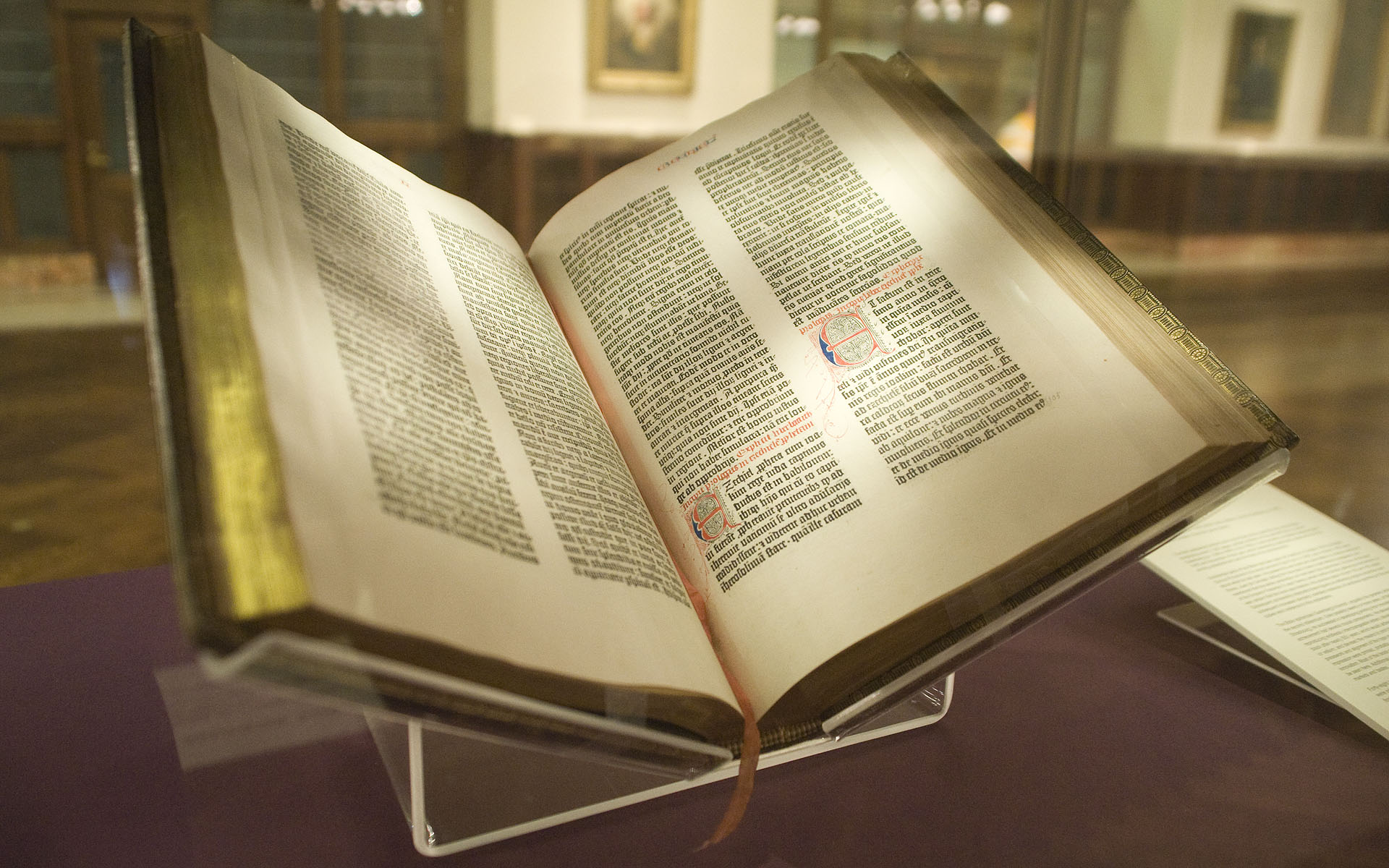
古騰堡聖經，第一本活字印刷的聖經。此為紐約公共圖書館館藏，由James Lenox在1847年帶到美國

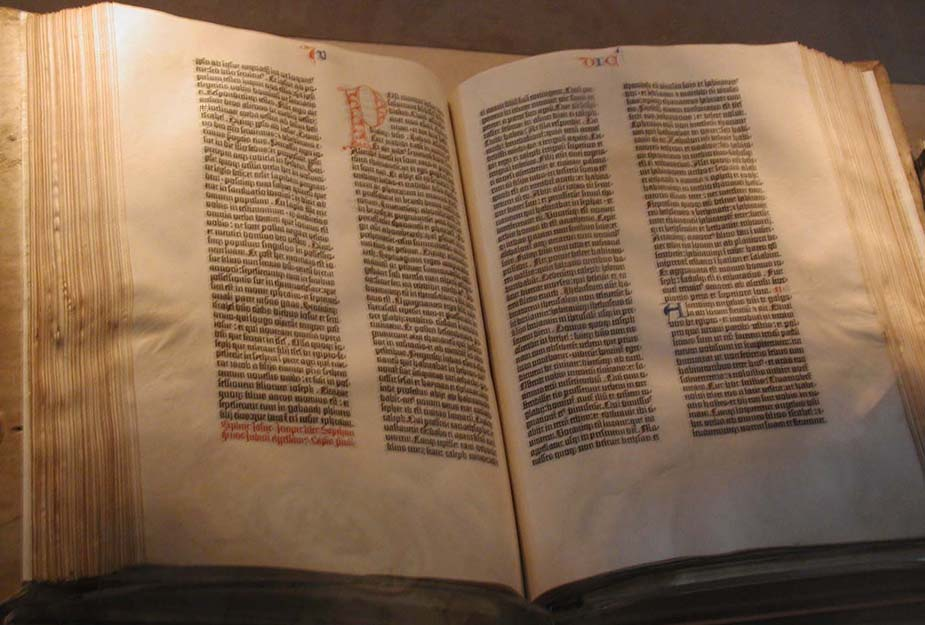
美国国会图书馆館藏的犢皮紙版本古騰堡聖經

《古騰堡聖經》（德語：Gutenberg-Bibel）亦稱四十二行聖經（英語：42-line Bible，Mazarin Bible 或 B42）指約翰尼斯·古騰堡于1454年到1455年在神圣罗马帝国美茵茨出產的一批印刷版聖經（採用拉丁文武加大譯本），是西方第一次以活字印刷術出產重要經典的印刷品，标志着西方图书批量生产的开始。在此之前，歐洲的書籍依靠人力抄寫或雕版印刷複製，常需要數月或數年的時間才可完成。古騰堡所發展的活字印刷術，以金屬製造的活字字母可重覆使用，大量縮短印刷複製所需要的時間，也增加了量產，造成了西方印刷的革命及資訊的普及。
在1455年三月，當時尚未成為教宗的庇護二世在一封信中寫道，他在法蘭克福看過當時正在展示的古騰堡聖經內頁。這是現今能追循最早有關此作品的可信來源。據信中所稱，古騰堡聖經總共印出了158或180本。現今的學者考據了現存的殘篇認為：古騰堡聖經印刷的數目約在160至185本；其中，約四分之一印在犢皮紙（vellum）上，而其餘四分之三則使用印刷用紙。時至今日，全世界仍有49本尚存，包括完整及殘篇。它們被認為是世界上最有價值的書籍之一。
據2009年記錄顯示，現今有49本古騰堡聖經存世，而只有21本完整版本，其餘的則有部分書頁遺失。另外還有零星書頁殘存，可能屬於其餘的16本。大約有12本犢皮紙版本留存，而其中只有四本是完整的，而有一本只剩《新約全書》。